# Sarremezan
Sarremezan é uma comuna francesa na região administrativa de Occitânia, no departamento de Alta Garona. Estende-se por uma área de 4,25 km². Em 2010 a comuna tinha 95 habitantes (densidade: 22,4 hab./km²).